# Russell Banks
Russell Banks (Newton (Massachusetts), 28 maart 1940 – Saratoga Springs (New York), 7 januari 2023) was een Amerikaanse schrijver van fictie en poëzie. Hij werd vooral bekend om zijn realistische verhalen over armoede en interraciale relaties.
Recensenten schreven lovend over zijn portrettering van arbeiders en de problemen waarmee zij worstelen, zoals destructieve relaties, armoede en drugsgebruik. Banks bevolkte zijn verhalen met levenslustige personages en vertellers, en zijn fictie is vergeleken met het werk van Raymond Carver, Richard Ford en Andre Dubus. Tot zijn belangrijkste werken behoren de romans Continental Drift, Rule of the Bone, Cloudsplitter, The Sweet Hereafter, en Affliction. De laatste twee werden verfilmd in 1997.
De komische debuutroman Family Life, die hij in 1975 publiceerde, viel niet in de smaak bij de recensenten, maar de collectie korte verhalen die datzelfde jaar verscheen bracht de jonge schrijver bekendheid. Het volgende jaar verhuisde hij met zijn gezin naar Jamaica, waar hij aan twee boeken werkte: Hamilton Stark, een roman, en de bundel korte verhalen The New World: Tales. Zijn volgende boeken The Book of Jamaica (1980) en Trailerpark (1981) kregen gunstige kritieken en versterkten zijn reputatie als talentvolle auteur. De echte doorbraak kwam er in 1985 met zijn roman Continental Drift, die genomineerd werd voor de Pulitzer Prize, en waarvoor hij de Jon Dos Passos Award for Fiction ontving.
Banks overleed op 82-jarige leeftijd aan de gevolgen van kanker.

## Werk

### Romans
- Family Life (1975)
- Hamilton Stark (1978)
- The Book of Jamaica (1980)
- The Relation of My Imprisonment (1983)
- Continental Drift (1985)
- Affliction (1989)
- The Sweet Hereafter (1991)
- Rule of the Bone (1995)
- Cloudsplitter (1998)
- The Darling (2004)
- The Reserve (2008)
- Lost Memory of Skin (2011)
- Story collections
- Searching for Survivors (1975)
- The New World (1978)
- Trailerpark (1981)
- Success Stories (1986)
- The Angel on the Roof (2000)
- A Permanent Member of the Family (verhalenbundel, 2013)
- Foregone (2021)
- The Magic Kingdom (2022)

### Poëzie
- Waiting To Freeze (1969)
- Snow (1974)

### Non-fictie
- Invisible Stranger (1998)
- Dreaming Up America (2008)